# Mirmidones

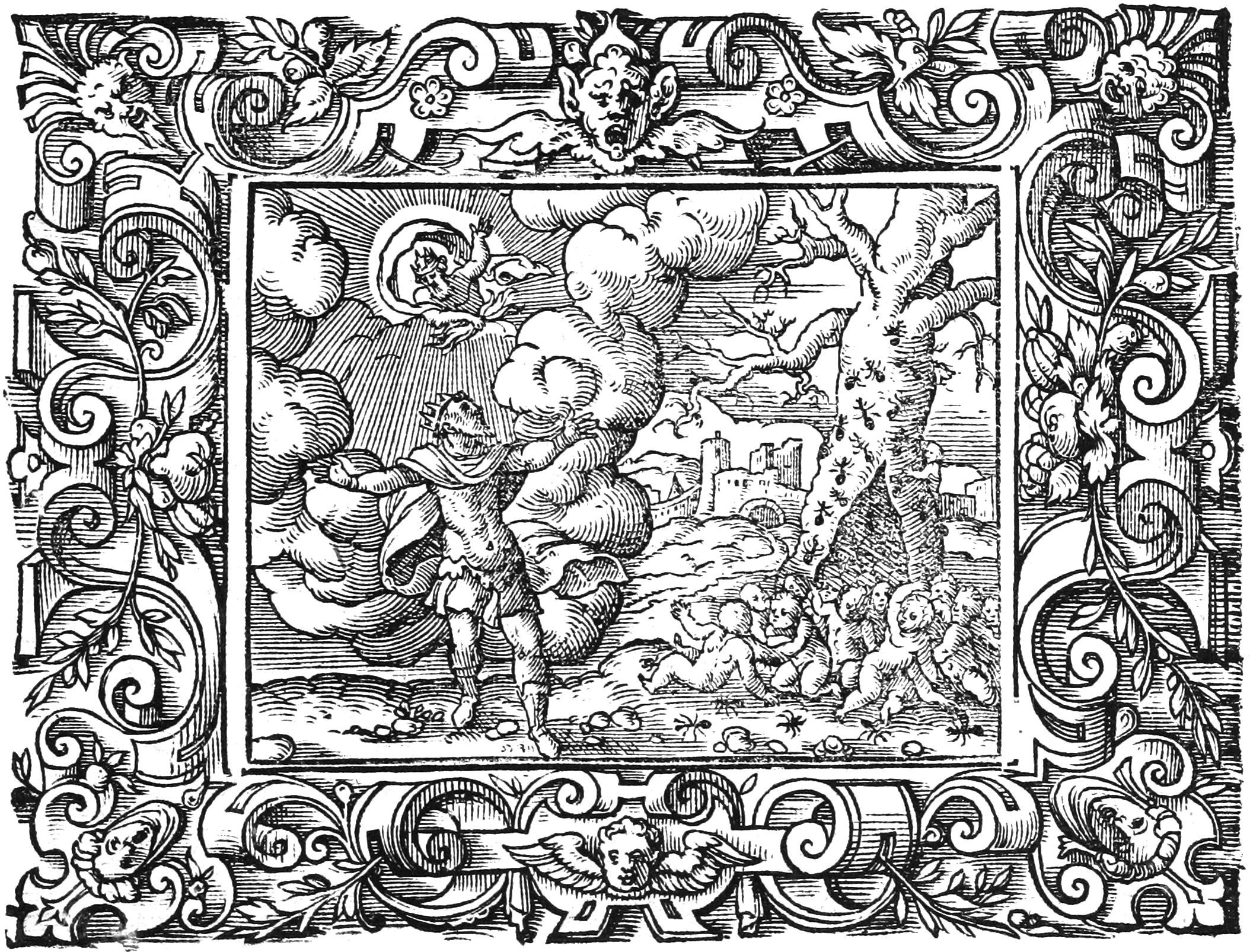
Grabado de Virgil Solis para una edición de la obra de Ovidio Las metamorfosis: Zeus, Éaco y las hormigas del roble.

Los mirmidones (en griego μυρμιδόνες, «hormigas») eran un antiguo pueblo de la mitología griega que poblaban la Ftía o la Hélade, en la Tesalia meridional.
Según cuenta la tradición y las leyendas de la Antigua Grecia, eran un pueblo valiente y con guerreros muy capaces, sumamente conocidos en sus tiempos. Su legado quedó inmortalizado gracias a la reputación que fueron recogiendo en batallas por Grecia y a las acciones que protagonizaron en la legendaria Guerra de Troya, donde según describe Homero en el poema épico de la Ilíada, combatieron bajo las órdenes directas del héroe Aquiles.

## Etimología tradicional
Según la obra de carácter histórico de Estrabón, los mirmidones se dieron ese nombre, «hormigas», debido a motivos puramente geográficos y físicos que plasmaban el carácter de su tierra de procedencia:
En primer lugar, porque la zona de Tesalia meridional era árida y pedregosa, adaptándose a ella como simples ''hormigas''. Y en segundo lugar, para poder labrar los campos tradicionalmente habían tenido que retirar los sedimentos y pedruscos más duros de las tierras donde moraban, formando así para aquellas complejas labores larguísimas cadenas humanas como hacen las ''hormigas'', y accediendo así a la riqueza de la dura zona de la cual procedían.

## Orígenes míticos atribuidos
Según las tradiciones de la mitología e historiografía griega antigua, los mirmidones eran descendientes directos del rey Mirmidón, soberano de la región de Ftiótide, Dicho monarca a su vez se decía que descendía de Zeus y de una princesa llamada Eurimedusa, atribuyéndose así un legado divinizado. Como cuentan las leyendas, para alcanzar la conquista de la bella princesa el dios se transformó en una hormiga.
Otra versión de carácter mítico es la contada por el poeta romano Ovidio en su poema Las metamorfosis: La obra expone que cuando la ciudad de Egina quedó casi despoblada tras una plaga enviada por la diosa Hera, el rey Éaco (regente de la ciudad y padre de Peleo) le rogó a Zeus que repoblara la ciudad. Respondiendo a las súplicas del monarca, se cuenta que entonces Zeus convirtió a las hormigas que había dentro de un roble en humanos para repoblar la desolada ciudad de Egina.

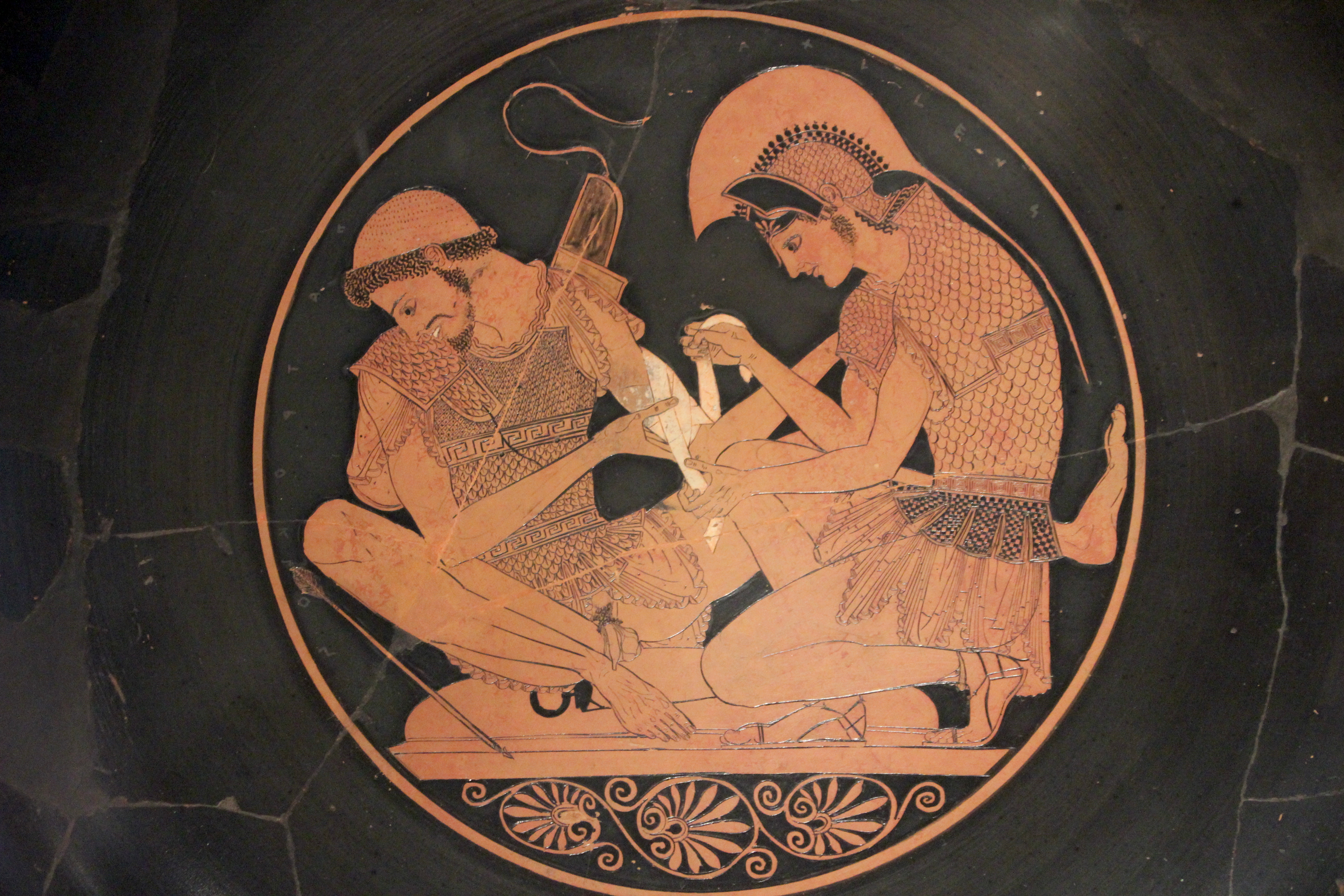
Altes Museum de Berlín; recipiente tipo kylix que muestra a los héroes Aquiles y Patroclo, cuya relación tuvo un gran peso para el liderazgo mirmidón.

## Comandantes conocidos
- Éaco; abuelo de Aquiles, casado con Eneide, era un rey de los mirmidones conocido por su interrelación divina y su sentido de la justicia durante su ejercicio de gobierno.
- Peleo; padre de Aquiles, casado con Tetis, era un rey de los mirmidones conocido por sus épicas acciones (como en Yolco, o su legendario viaje con los argonautas).
- Aquiles; héroe épico que quedó inmortalizado durante las Guerras de Troya, sobre todo gracias a la obra de Homero. Fue durante esta épica contienda cuando el liderazgo de Aquiles sobre los mirmidones les dio mayor fama, pasando a ser un pueblo vigente en las leyendas del Mundo Antiguo.